# Menhir von Niederprüm
Der Menhir von Niederprüm (auch als Weißenstein, Wackenstein oder Schloßhecker Menhir bezeichnet) ist ein Menhir in Prüm im Eifelkreis Bitburg-Prüm in Rheinland-Pfalz.

## Geographische Lage
Der Stein stand ursprünglich bei Schloßheck auf der Banngrenze zwischen Niederprüm und Orlenbach. 1915 wurde er von Schatzsuchern ausgegraben und umgelegt. 1933 wurde er als Gedenkstein an seinen heutigen Standort an der Bahnhofstraße gegenüber dem Stadtfriedhof von Prüm versetzt.

## Beschreibung
Der Menhir hat eine Gesamthöhe von 340 cm, davon ragen 240 cm aus dem Boden; seine Breite beträgt 90 cm und seine Tiefe 85 cm. Zum Material liegen keine Angaben vor. Der Menhir ist annähernd pfeilerförmig und läuft in einer Spitze aus; etwa ab der Mitte wird seine Form unregelmäßig. Eine Seite ist teilweise geglättet.
1933 wurde an dem Stein eine Gedenktafel für fünf Bewohner der Region um Prüm angebracht, die 1810 für ihre Weigerung, in die französische Armee einzutreten, erschossen wurden. Die Inschrift lautete:

„In Treue zum Vaterlande fielen hier für die Freiheit der Heimat Matthias Meyer aus Lissendorf Thiery Link aus Feusdorf Michel Heintz aus Landscheid Matthias Billen aus Landscheid Thiery Laurens aus Bewingen Sie wurden erschossen auf Befehl Napoleons I. am 23. Januar 1810.“

Nach dem Zweiten Weltkrieg wurde die Tafel von französischen Soldaten entfernt. An ihrer Stelle wurde eine Informationstafel angebracht, die einen kurzen Text über den Menhir auf Deutsch, Französisch und Englisch aufweist.